# Погребняк, Пётр Степанович
Пётр Степанович Погребняк (10 июля 1900, Волохов Яр, Харьковская губерния — 25 июля 1976, Киев) — русский, советский и украинский лесовод и почвовед, академик АН УССР (1948-1976), вице-президент АН УССР (1948-1952).

## Биография
Родился Пётр Погребняк 10 июля 1900 года в Волохов Яре в семье фельдшера. В 1924 году окончил Харьковский сельскохозяйственный институт. В 1928 году защитил кандидатскую диссертацию. С 1931 по 1933 год работал во Всесоюзном научно-исследовательском институте лесного хозяйства и агролесомелиорации в Харькове. В 1933 году переезжает в Киев и там проходят его лучшие годы жизни. С 1933 по 1941 год занимал должность заведующего кафедрой общего лесоводства и почвоведения Киевского лесотехнического института. В 1939 году защитил докторскую диссертацию. В середине 1950-х годов основал институт леса АН УССР и уже в 1954 году институт леса открыл свои двери, Пётр Степанович становится директором созданного им института и руководит им вплоть до 1956 года, одновременно с этим с 1945 по 1955 году преподавал в КиевГУ. В 1946 году Петру Степановичу присвоено научное звание профессора. С 1956 по 1960 год заведовал отделом экологии растений ботанического сада АН УССР. С 1964 по 1970 год заведовал отделом географии почв института геологических наук АН УССР, с 1970 по 1976 год работал в секторе географии АН УССР. В 1976 году заведовал отделом экологии и охраны растительности института ботаники АН СССР.
Скончался Пётр Погребняк 25 июля 1976 года в Киеве. Похоронен на Байковом кладбище.

## Научные работы

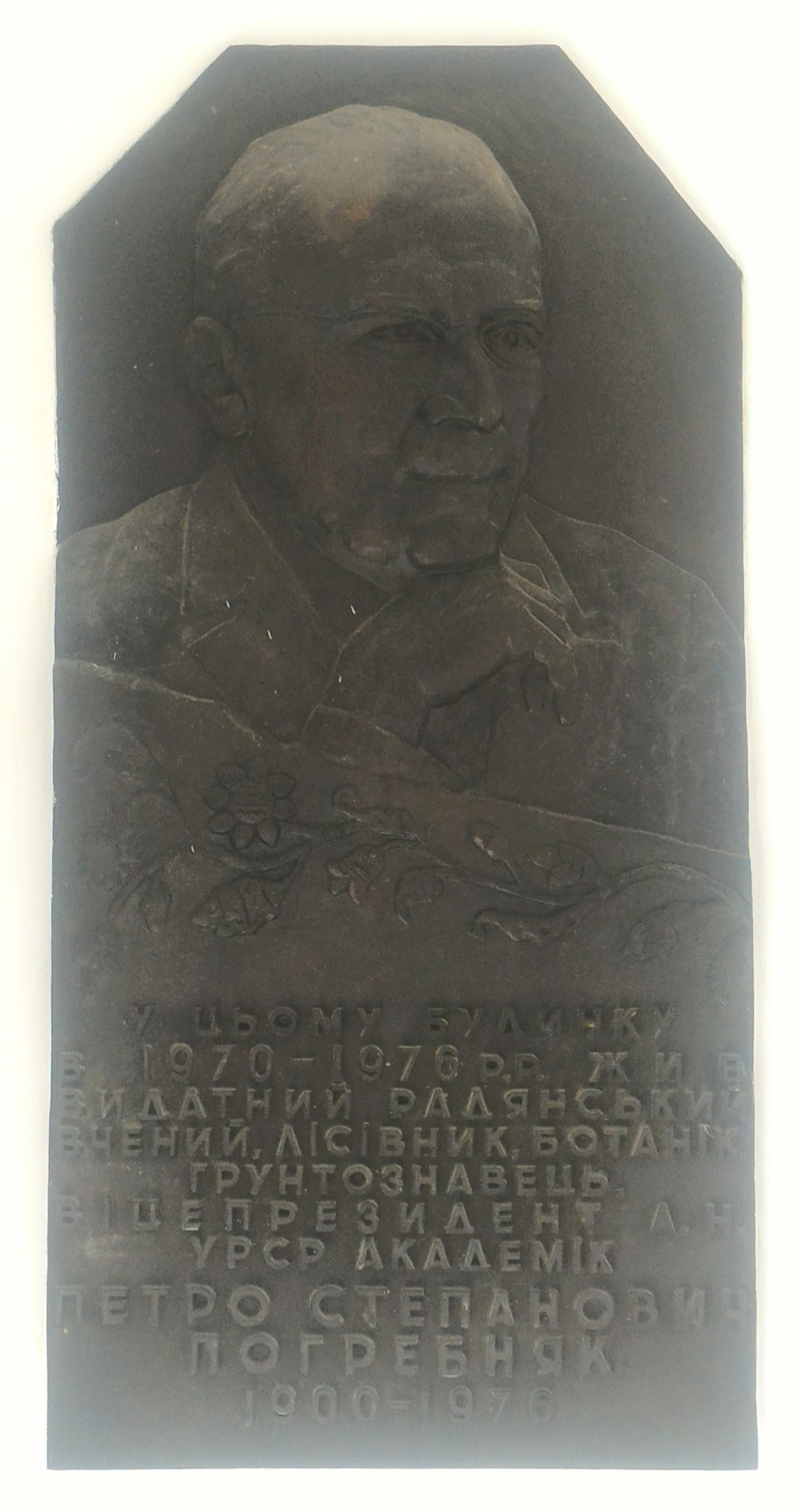
Памятная доска на доме, где жил П. Погребняк

Основные научные работы посвящены лесоводству и почвоведению. Пётр Степанович — один из основоположников сравнительной фитоэкологии.
- Занимался вопросами лесоустройства и ведения лесного хозяйства.
- Предложил эффективный метод посадки сосны на песках.

## Научные труды и литература
- П. С. Погребняк. Основы лесной типологии.— 1955.
- П. С. Погребняк. Лесное почвоведение.— 1965.
- П. С. Погребняк. Общее лесоводство.— 1968.

## Членство в обществах
- 1948-52 — Председатель совета по изучению производительных сил Украины.
- 1950-62 — Председатель Украинского общества охраны природы.

## Список использованной литературы
- История Академии наук УССР. — Киев: Наук. думка, 1979. — 836 с.
- Биологи. Биографический справочник. — Киев: Наук. думка, 1984. — 816 с.